# Таско (репер)
Христијан Тасковски (често Кристијан Тасковски), познатији као Таско (Скопље, 25. фебруар 1996), македонски је репер, композитор и текстописац.

## Биографија
Христијан Тасковски је рођен 25. фебруара 1996. године у Скопљу. Још као мали је почео да пише поезију и освајао такмичења у писању песама. У родном граду завршио је средњу електротехничку школу. Након тога, уписао је један, а потом и други факултет, али студије није завршио, већ се посветио музици.
Музиком је почео да се бави 2011. године, када је снимио своју прву песму, а убрзо се упознао са Тракером и започео сарадњу са продукцијском кућом Urban Records. На музичкој сцени дебитовао је 2016. године сарадњом са Мартином Петровским на песми Ламбурџини. Широј јавности у Македонији постао је познат након објављивања сингла Рутина априла 2018. године. Током те године уследиле су сарадње са Тракером и 2Bona, са којима је објавио неколико песама. Априла 2019. године објавио је дует са Слаткаристиком под називом Марадона.
Таско је током 2019. године имао турнеју по Македонији, па је током лета имао концерт у Охриду заједно са Растом и Мајом Беровић, а током новембра је са Растом, Римским и Короном одржао концерт у спортској хали Борис Трајковски у Скопљу.
Поред музике, Таско се бави и модом — заштитно је лице компаније Најк у Македонији и учествовао је у представљању нове колекције Nike Air Max Throwback Future Pack током априла 2019. године.
С обзиром на све већу популарност у региону, Таско је током 2019. године почео да сарађује са музичарима ван Македоније, па је у фебруару 2020. објавио дует Балкан банда са босанскохерцеговачким музичарем Инасом, а месец дана након тога и песму Di Caprio са Фоксом.

## Дискографија

### Синглови
- Ламбурџини (ft. Петро, 2016)
- Рутина (2018)
- Не ме боли (ft. Тракер, 2018)
- Моет (ft. 2Bona, 2018)
- Fuego (ft. 2Bona, Тракер, 2018)
- Air Max (ft. Кун, 2018)
- Ало (2019)
- Vendetta[15] (ft. Јосиф, 2019)
- Марадона (ft. Слаткаристика, 2019)
- Gang Gang (ft. 2Bona, Тракер, 2019)
- Ducati (2019)
- Ghetto Senorita (ft. T-Bratz, Томпе, Промо, Jayoh, 2019)
- Убиј ме (2019)
- Gran Turismo (2019)
- Amnesia (2019)
- Црна мечка (ft. Тракер, 2020)
- Балкан банда (ft. Инас, 2020)
- Di Caprio (ft. Fox, 2020)[16]